# Aeroportul Internațional Benina
Aeroportul Internațional Benina (IATA: BEN, ICAO: HLLB) este un aeroport din Benina⁠(d), Benghazi, Libia ce deservește zona Benina⁠(d). A fost numit după zona deservită.
Situat la o altitudine de 132 m, aeroportul dispune de 2 piste.

## Infrastructură

### Piste
Aeroportul dispune de 2 piste. Pista 15R/33L are suprafața de asfalt și dimensiunile 3.576 m × 45 m. Pista 15L/33R are suprafața de asfalt și dimensiunile 3.576 m × 45 m. 